# Горячилов, Евгений Юрьевич
Евгений Юрьевич Горячилов (латыш. Jevgeņijs Gorjačilovs; 5 января 1969, СССР — 23 мая 2015) — латвийский футболист, игравший на позиции нападающего.

## Клубная карьера
Окончил спортивную школу «Даугава», первый тренер Юрий Мельниченко. Выступал за юношескую (до 16 лет) сборную Латвийской ССР.
В сезоне 1990 выступал за команду «РАФ» из Елгавы, приняв участие в 14 матчах чемпионата. На следующий сезон, играя за «Форум-Сконто» стал чемпионом Латвийской ССР и вторым бомбардиром чемпионата с 26 голами, уступив 1 мяч Вячеславу Жевнеровичу. В первом независимом чемпионате Латвии в 1992 году выступал за «Даугаву-Компар».
В 1993 году выступал за украинский запорожский «Металлург», куда его пригласил латвийский тренер Янис Скределис.
Вернувшись в Латвию, играл за аутсайдеров чемпионата и клубы первой лиги. В 1997 году в составе «Ранто-Микс» стал лучшим бомбардиром первой лиги с 30 голами.

### Мини-футбол
Одновременно с футболом, Горячилов занимался мини-футболом и футзалом. Принимал участие в первом чемпионате СССР по мини-футболу (1990/91) в составе рижского «Форума». По окончании турнира Евгения вместе с ещё тремя игроками рижского клуба — Михаилом Землинским, Юрием Трофимовым и Александром Дибривным — приглашали в сборную СССР, однако до распада Союза они так и не успели сыграть за неё.
Позднее в течение нескольких лет выступал за рижскую команду «РАБА» и был её капитаном. В 2009 году играл за рижский TSI.

## Карьера за сборную
Дебют за сборную Латвии состоялся 15 мая 1993 года в матче квалификации на ЧМ 1994 против сборной Албании (0:0). Последний матч был также квалификации на ЧМ 1994 и был сыгран 9 июня против сборной Ирландии (0:2). Всего за сборную Горячилов провёл 3 матча.
Кроме того, играл за сборную Латвии среди полицейских, становился чемпионом мира.
Умер 23 мая 2015 года на 47-м году жизни.